# Leena Chandavarkar
Leena Chandavarkar foi uma atriz da Índia que atuou em filmes de Bollywood.

## Biografia
Leena Chandavarkar nasceu em Karnataka, na região de Karwar–Dharwar, membra da comunidade concani. Seu pai era um militar aposentado que escolheu viver em Dharwad. Já aos quinze anos, ganhou um concurso de talentos e depois foi à Bombaim para viver da atuação.
Inicialmente trabalhou com comerciais, mas eventualmente migrou para os filmes, estreando em Man Ka Meet. Em 1974, após vários filmes de sucesso como Humjoli e Manchali, num total de quarenta obras, casou com Siddharth Bandodkar, filho de Dayanand Bandodkar, o chefe de governo de Goa. Siddharth morreu num acidente, e em 1980 Leena se casou com o ator e cantor Kishore Kumar até sua morte em outubro de 1987.
No fim de 2007, Leena apareceu como jurada dos dois primeiros episódios do reality show "K for Kishore".

## Filmografia
- Man Ka Meet (1969)
- Humjoli (1970)
- Mehboob Ki Mehndi (1971)
- Anhonee (1973)
- Manchali (1974)
- Bidaai (1974)
- Qaid (1975)